# Puchar Francji w piłce nożnej (1991/1992)
Puchar Francji w piłce nożnej mężczyzn 1991/1992 – 75. edycja rozgrywek, mających na celu wyłonienie zdobywcy piłkarskiego Pucharu Francji, zorganizowana przez Francuski Związek Piłki Nożnej (FFF) w sezonie 1991/92. Przystąpiło do niej 6343 drużyn klubowych.
Mecz finałowy planowany był do rozegrania w maju 1992 r. - tradycyjnie od edycji 1971/72 - na stadionie Parc des Princes w Paryżu. Nie rozegrano go, podobnie jak drugiego z meczów półfinałowych, pomiędzy SC Bastia i Olympique Marsylia z powodu śmierci 18 osób, znajdujących się wówczas na stadionie Stade Armand Cesari. Trofeum nie zostało przyznane.

## 1/8 finału
| Gospodarze           | Wynik       | Goście                  |          |
| AS Cannes (D1)       | 2 – 1 dogr. | Montpellier HSC (D1)    |          |
| Valenciennes FC (D2) | 0 – 2       | Olympique Marsylia (D1) |          |
| AS Nancy (D1)        | 2 – 1       | FC Bourges (D2)         |          |
| Gazélec Ajaccio (D2) | 2 – 1       | AS Saint-Étienne (D2)   |          |
| SM Caen (D1)         | 0 – 0       | Pau FC (D3)             | 5:3 kar. |
| Saint-Omer (D3)      | 2 – 4       | AS Monaco (D1)          |          |
| OGC Nice (D2)        | 0 – 1       | SC Bastia (D2)          |          |
| Red Star (D2)        | 2 – 1 dogr. | En Avant Guingamp (D2)  |          |

## Ćwierćfinały
| Gospodarze           | Wynik       | Goście                  |          |
| SM Caen (D1)         | 1 – 3       | Olympique Marsylia (D1) |          |
| Gazélec Ajaccio (D2) | 0 – 3       | AS Monaco (D1)          |          |
| SC Bastia (D2)       | 0 – 0       | AS Nancy (D1)           | 3:0 kar. |
| AS Cannes (D1)       | 1 – 0 dogr. | Red Star (D2)           |          |

## Półfinały
| Gospodarze     | Wynik | Goście                  |          |
| AS Cannes (D1) | 0 – 0 | AS Monaco (D1)          | 3:5 kar. |
| SC Bastia (D2) | –     | Olympique Marsylia (D1) | NR       |

NR – meczu nie rozegrano ze względu na zawalenie się trybuny na Stade Armand Cesari, nie dokończono również tej edycji Pucharu Francji.